# Ella Wyllie
Ella Wyllie (* 1. September 2002) ist eine neuseeländische Radrennfahrerin.

## Sportlicher Werdegang
Wyllie wurde 2019, in ihrem ersten Jahr als Juniorin, Ozeanienmeisterin im Straßenrennen und neuseeländische Meisterin im Einzelzeitfahren; im Herbst des Jahres nahm sie an Rennen in Europa teil, darunter den Weltmeisterschaften in Harrogate. Die Corona-Pandemie beschränkte ihre Aktivitäten 2020 und 2021 auf Rennen in Neuseeland.
Im Straßenrennen der Ozeanienmeisterschaften 2022, wo die Wettkämpfe der Elite und U23 im selben Rennen ausgetragen wurden, kam sie als Vierte ins Ziel und wurde so U23-Meisterin. Bei den Ozeanienmeisterschaften auf der Bahn gewann sie zudem Gold in der Mannschaftsverfolgung und Bronze im Scratch. Ab August 2022 erhielt sie einen Vertrag bei Parkhotel Valkenburg und konnte so an Rennen in Europa teilnehmen. Für 2023 zeichnete sie bei Le Col-Wahoo (nunmehr Lifeplus Wahoo).
2023 gewann sie bei Itzulia Women die Nachwuchswertung. Sie nahm an der Tour de France Femmes teil, wo sie Zweite der Nachwuchswertung wurde. 2022 und 2023 bestritt sie für Neuseeland die Elite-Wettkämpfe bei den Straßenradsport-Weltmeisterschaften jeweils im Straßenrennen und Einzelzeitfahren.
Wyllie lebt derzeit in Girona und betreibt ein Fernstudium in Bauingenieurwesen an der University of Auckland. Seit 2024 fährt sie für Liv AlUla Jayco. Bei den neuseeländischen Meisterschaften Anfang des Jahres gewann sie zunächst das Einzelzeitfahren der U23. Am nächsten Tag siegte sie beim gemeinsamen Straßenrennen der Elite und U23 im Sprint vor Kim Cadzow. Nach den Bestimmungen des neuseeländischen Verbands war Wyllie damit Landesmeisterin und erhielt die Goldmedaille der U23, während Cadzow die Goldmedaille der Elite erhielt, aber nicht als Landesmeisterin galt.

## Erfolge

### Straße
2019
 Ozeanienmeisterin – Straßenrennen (Juniorinnen)
 Neuseeländische Meisterin – Einzelzeitfahren (Junioren)
2022
 Ozeanienmeisterin – Straßenrennen (U23)
Bergwertung Watersley Womens Challenge
2023
Nachwuchswertung Itzulia Women
2024
 Neuseeländische Meisterin – Straßenrennen
 Neuseeländische Meisterin – Einzelzeitfahren (U23)
Nachwuchswertung Itzulia Women
eine Etappe Vuelta Andalucía

### Bahn
2022
 Ozeanienmeisterin – Mannschaftsverfolgung (mit Prudence Fowler, Bryony Botha und Ally Wollaston)
 Ozeanienmeisterschaften – Scratch